# 17 ventôse
17 pluviôse 17 germinal
Le septidi 17 ventôse, officiellement dénommé jour du doronic, est le 167e jour de l'année du calendrier républicain.
C'était généralement le 7e jour du mois de mars dans le calendrier grégorien.